# Jezioro Bielińskie
Jezioro Bielińskie – jezioro polodowcowe typu rynnowego, przepływowe. Jezioro położone jest w południowo-zachodniej części województwa zachodniopomorskiego. Zbiornik leży pomiędzy linią kolejową nr 273 a drogą powiatową Bielin-Gądno, i pomiędzy wsią Bielin a osadą Wisław.
Jezioro o wydłużonym kształcie. Oś jeziora biegnie ze wschodu na zachód. Jezioro obfituje w ryby. W typologii rybackiej jest to jezioro sandaczowe, ale występują tam również sieja.